# L-lizin 6-oksidaza
L-lizin 6-oksidaza (EC 1.4.3.20, L-lizin-epsilon-oksidaza, Lod, LodA) je enzim sa sistematskim imenom L-lizin:kiseonik 6-oksidoreduktaza (deaminacija). Ovaj enzim katalizuje sledeću hemijsku reakciju
-lizin + O2 + 2O {\displaystyle \rightleftharpoons } (S)-2-amino-6-oksoheksanoat +H2O2 + 3
Ovaj enzim se razlikuje od EC 1.4.3.13, protein-lizin 6-oksidaza, po tome što koristi slobodan L-lizin umesto za protein-vezane forme. N2-acetil-L-lizin je takođe supstrat, dok N6-acetil-L-lizin nije.

## Literatura
- Nicholas C. Price; Lewis Stevens (1999). Fundamentals of Enzymology: The Cell and Molecular Biology of Catalytic Proteins (Third изд.). USA: Oxford University Press. ISBN 019850229X.
- Eric J. Toone (2006). Advances in Enzymology and Related Areas of Molecular Biology, Protein Evolution (Volume 75 изд.). Wiley-Interscience. ISBN 0471205036.
- Branden C; Tooze J. Introduction to Protein Structure. New York, NY: Garland Publishing. ISBN 0-8153-2305-0.
- Irwin H. Segel. Enzyme Kinetics: Behavior and Analysis of Rapid Equilibrium and Steady-State Enzyme Systems (Book 44 изд.). Wiley Classics Library. ISBN 0471303097.
- William P. Jencks (1987). Catalysis in Chemistry and Enzymology. Dover Publications. ISBN 0486654605.

## Spoljašnje veze
- L-lysine+6-oxidase на 